# Adobe Photoshop Lightroom
O Adobe Photoshop Lightroom é um software criado pela Adobe Systems para Mac OS X e Microsoft Windows, designado a edição rápida e o armazenamento de fotos digitais. Ele permite que o usuário importe uma grande quantidade de fotos automaticamente a partir de uma câmera ou cartão de memória, podendo organizá-las em pastas e fazendo diversos ajustes. Ainda permite salvar as configurações para futuros trabalhos.

## História

### Versão 1.0
Em 29 de janeiro de 2007, a Adobe anunciou que o Lightroom seria lançado em 19 de fevereiro de 2007, com preço de inicial de US $ 299 nos Estados Unidos e £ 199 no Reino Unido.

### Versão 2.0
O Adobe Photoshop Lightroom 2.0 Beta foi anunciado em emails oficiais da Adobe em abril de 2008. Novos recursos incluídos:
- Correções localizadas: edite partes específicas de uma imagem
- Ferramentas de organização aprimoradas
- Suporte para vários monitores
- Opções flexíveis de impressão
- Suporte de 64 bits

O lançamento oficial do Lightroom 2.0 foi em 29 de julho de 2008, juntamente com o lançamento do Adobe Camera Raw 4.5 e do DNG Converter 4.5. A Adobe adicionou o DNG Camera Profiling aos dois lançamentos. Essa tecnologia permite que perfis ou cores personalizados da câmera sejam criados e salvos pelos usuários. Ele também permite que perfis correspondentes aos estilos criativos incorporados às câmeras sejam replicados. A Adobe lançou um conjunto completo desses perfis de câmera para os modelos Nikon e Canon, além de perfis padrão básicos para todas as marcas e modelos suportados, através do Adobe Labs, ao mesmo tempo que a versão do Lightroom 2.0. Esta tecnologia está aberta a todos os programas compatíveis com o padrão de formato de arquivo DNG.

### Versão 3.0
A versão beta da versão 3.0 foi lançada em 22 de outubro de 2009. Novos recursos incluídos:
- Novo chroma de redução de ruído
- Melhor ferramenta de nitidez
- Novo módulo de pseudo importação
- Marca d'água
- Texturas
- Serviços de publicação
- Pacote personalizado para impressão

Em 23 de março de 2010, a Adobe lançou uma segunda versão beta, que acrescentou os seguintes recursos:
- Nova luminância de redução de ruído
- Correção de lente para câmeras da Nikon e Canon
- Suporte básico de arquivos de vídeos
- Ponto curva

Embora não incluída em qualquer versão beta, versão 3 também contém controle de perspectiva e correção de lente interna.
A versão final foi lançada em 8 de junho de 2010, com nenhuma funcionalidade nova ou importante acrescentada. Ele tinha todas as características que constam os betas, adicionados as correções de lente e transformações de perspectiva e mais algumas melhorias e otimizações de desempenho.

### Versão 4.0
A quarta versão do programa foi lançado em 5 de março de 2012. Ele não oferece suporte a Windows XP. Novos recursos incluídos:
- Recuperação de realce e sombra para trazer para fora os detalhes em sombras escuras e destaques brilhantes[4]
- Criação de livro de fotos com modelos
- Organização baseada em localização para encontrar e agrupar imagens por local, atribuir locais para fotos e exibir dados de câmeras com GPS
- Balanço de branco com pincel para aperfeiçoar e ajustar o balanço de branco em áreas específicas de imagens
- Controles adicionais na edição local para ajustar a redução de ruído e remover módulos em áreas específicas
- Suporte de vídeo estendida para organizar, visualizar, e fazer ajustes e edições a videoclipes
- Ferramentas de publicação de vídeo para editar e compartilhar vídeos no Facebook e no Flickr
- Prova eletrônica para visualizar como a imagem será impressa com cores gerenciadas para impressoras
- Envio diretamente para e-mail pelo Lightroom

### Versão 5.0
O Adobe Photoshop Lightroom 5.0 foi lançado oficialmente em 9 de junho de 2013 após estar disponível no formato beta desde 15 de abril de 2013. O programa precisa de, no mínimo, Mac OS X 10.7 ou posterior ou do Windows 7 ou 8. Algumas das alterações incluem:
- Gradiente radial para destacar uma área elíptica
- Escova avançada de clonagem de cura para escovar a ferramenta de remoção de manchas em uma área
- Visualizações inteligentes para permitir o trabalho com imagens offline
- A capacidade de salvar layouts personalizados no módulo Livro
- Suporte de arquivos PNG
- Suporte de arquivos de vídeo em apresentações de slides
- Várias outras atualizações, incluindo correção automática de perspectiva e aprimoramentos para coleções inteligentes

## Características
Ao contrário do tradicional software de edição de imagem, o Photoshop Lightroom foca as seguintes etapas do fluxo de trabalho:
- Biblioteca – análise de coleção de imagens e organização - semelhante ao conceito de 'Organizador' no Adobe Photoshop Elements
- Revelação – edição de arquivos não-destrutivos RAW e JPEG
- Mapa - criação automática de galerias e uploads
- Apresentação de slides – ferramentas e recursos de exportação
- Imprimir – opções de layout e preferências
- Web - criação automática de galerias e fazer o upload
- Suporte para correção de lente de câmeras DSLR's populares como, Nikon e Canon[5]

## Requisitos de sistema
Windows
- Microsoft® Windows® Vista e Microsoft® Windows® 7;
- Processador Intel® Pentium® 4;
- 2 GB de RAM;
- 1 GB de espaço em disco rígido disponível;
- Resolução de tela de 1.024 x 768;
- Unidade de CD-ROM.

Macintosh
- Mac OS X v.10.5 ou 10.6;
- Processador Intel®;
- 2 GB de RAM;
- 1 GB de espaço livre no disco rígido
- Resolução de tela de 1.024 x 768
- Unidade de CD-ROM